# Nemeikščių apylinkės
Nemeikščių apylinkės este o arie protejată (sit de importanță comunitară — SCI) din Lituania întinsă pe o suprafață de 52,08 ha, integral pe uscat.

## Localizare
Centrul sitului Nemeikščių apylinkės este situat la coordonatele 55°28′07″N 25°39′28″E / 55.4686°N 25.6578°E.

## Înființare
Situl Nemeikščių apylinkės a fost declarat sit de importanță comunitară în septembrie 2021 pentru a proteja un număr necunoscut de specii din flora spontană și fauna sălbatică aflate în arealul zonei.

## Biodiversitate
Situată în ecoregiunea boreală, aria protejată conține 2 habitate naturale: Păduri pe pante, grohotișuri și ravene de Tilio-Acerion, Păduri aluvionare cu Alnus glutinosa și Fraxinus excelsior (Alno-Padion, Alnion incanae, Salicion albae).
La baza desemnării sitului se află un număr nedeclarat de specii protejate.